# Perbrinckia punctata
Perbrinckia punctata é uma espécie de crustáceo da família Gecarcinucidae.
É endémica do Sri Lanka.
Os seus habitats naturais são: florestas subtropicais ou tropicais húmidas de baixa altitude, pântanos subtropicais ou tropicais e rios.
Está ameaçada por perda de habitat.